# Liste des Premiers ministres de Guinée-Bissau
Cet article dresse la liste des Premiers ministres de Guinée-Bissau depuis le 24 septembre 1973, date de l'indépendance du Portugal.

## Historique
Le titre porté par le chef de l'exécutif a évolué au cours du temps :
- 1973-1980 : Commissaire principal (Comissário principal)
- depuis 1982 : Premier ministre (Primeiro-ministro)

La Constitution a été suspendue par João Bernardo Vieira après son coup d'État du 14 novembre 1980 qui a renversé Luís Cabral. Il n'y a pas de Premier ministre entre 1980 et 1982, ni entre 1984 et 1991.

## Liste
| N°                                                     | Portrait                  | Titulaire (Naissance-mort)            | Élection | Mandat            | Mandat                            | Mandat                    | Parti politique | Parti politique |
| N°                                                     | Portrait                  | Titulaire (Naissance-mort)            | Élection | Début             | Fin                               | Durée                     | Parti politique | Parti politique |
| ------------------------------------------------------ | ------------------------- | ------------------------------------- | -------- | ----------------- | --------------------------------- | ------------------------- | --------------- | --------------- |
| 1                                                      | Francisco Mendes          | Francisco Mendes (1939-1978)          | 1976-77  | 24 septembre 1973 | 4 juillet 1978 (mort en fonction) | 4 ans, 9 mois et 10 jours |                 | PAIGC           |
| 2                                                      | Constantino Teixeira      | Constantino Teixeira (?-1988)         | —        | 7 juillet 1978    | 28 septembre 1978                 | 2 mois et 21 jours        |                 | PAIGC           |
| 3                                                      | João Bernardo Vieira      | João Bernardo Vieira (1939-2009)      | —        | 28 septembre 1978 | 14 novembre 1980                  | 2 ans, 1 mois et 17 jours |                 | PAIGC           |
| Fonction vacante du 14 novembre 1980 au 14 mai 1982.   |                           |                                       |          |                   |                                   |                           |                 |                 |
| 4                                                      | Victor Saúde Maria        | Victor Saúde Maria (1939-1999)        | —        | 14 mai 1982       | 10 mars 1984                      | 1 an, 9 mois et 25 jours  |                 | PAIGC           |
| Fonction abolie du 10 mars 1984 au 27 décembre 1991.   |                           |                                       |          |                   |                                   |                           |                 |                 |
| 5                                                      | Carlos Correia            | Carlos Correia (1933-2021)            | 1994     | 27 décembre 1991  | 26 octobre 1994                   | 2 ans, 9 mois et 29 jours |                 | PAIGC           |
| 6                                                      | Manuel Saturnino da Costa | Manuel Saturnino da Costa (1942-2021) | —        | 26 octobre 1994   | 6 juin 1997                       | 2 ans, 7 mois et 11 jours |                 | PAIGC           |
| (5)                                                    | Carlos Correia            | Carlos Correia (1933-2021)            | —        | 6 juin 1997       | 3 décembre 1998                   | 1 an, 5 mois et 27 jours  |                 | PAIGC           |
| 7                                                      | Francisco Fadul           | Francisco Fadul (né en 1953)          | 1999     | 3 décembre 1998   | 19 février 2000                   | 1 an, 2 mois et 16 jours  |                 | Indépendant     |
| 8                                                      | Caetano N'Tchama          | Caetano N'Tchama (1955-2007)          | —        | 19 février 2000   | 19 mars 2001                      | 1 an et 1 mois            |                 | PRS             |
| 9                                                      | Faustino Imbali           | Faustino Imbali (né en 1956)          | —        | 21 mars 2001      | 9 décembre 2001                   | 8 mois et 18 jours        |                 | Indépendant     |
| 10                                                     | Alamara Nhassé            | Alamara Nhassé (né en 1957)           | —        | 9 décembre 2001   | 17 novembre 2002                  | 11 mois et 8 jours        |                 | PRS             |
| 11                                                     | Mário Pires               | Mário Pires (né en 1949)              | —        | 17 novembre 2002  | 14 septembre 2003 (déposé)        | 9 mois et 28 jours        |                 | PRS             |
| Fonction vacante du 14 septembre au 28 septembre 2003. |                           |                                       |          |                   |                                   |                           |                 |                 |
| 12                                                     | Artur Sanhá               | Artur Sanhá (né en 1965)              | —        | 28 septembre 2003 | 10 mai 2004                       | 7 mois et 12 jours        |                 | PRS             |
| 13                                                     | Carlos Gomes Júnior       | Carlos Gomes Júnior (né en 1949)      | 2004     | 10 mai 2004       | 2 novembre 2005                   | 1 an, 5 mois et 23 jours  |                 | PAIGC           |
| 14                                                     | Aristides Gomes           | Aristides Gomes (né en 1954)          | —        | 2 novembre 2005   | 13 avril 2007                     | 1 an, 4 mois et 11 jours  |                 | PAIGC           |
| 15                                                     | Martinho Ndafa Kabi       | Martinho Ndafa Kabi (né en 1957)      | —        | 13 avril 2007     | 5 août 2008                       | 1 an, 4 mois et 23 jours  |                 | PAIGC           |
| (5)                                                    | Carlos Correia            | Carlos Correia (1933-2021)            | —        | 5 août 2008       | 2 janvier 2009                    | 4 mois et 28 jours        |                 | PAIGC           |
| (13)                                                   | Carlos Gomes Júnior       | Carlos Gomes Júnior (né en 1949)      | 2008     | 2 janvier 2009    | 10 février 2012                   | 3 ans, 1 mois et 8 jours  |                 | PAIGC           |
| —                                                      | Adiato Djaló Nandigna     | Adiato Djaló Nandigna (né en 1958)    | intérim  | 10 février 2012   | 12 avril 2012 (déposé)            | 2 mois et 2 jours         |                 | PAIGC           |
| Fonction vacante du 12 avril au 16 mai 2012.           |                           |                                       |          |                   |                                   |                           |                 |                 |
| —                                                      | Rui Duarte de Barros      | Rui Duarte de Barros (né en 1960)     | intérim  | 16 mai 2012       | 3 juillet 2014                    | 2 ans, 1 mois et 17 jours |                 | PRS             |
| 16                                                     | Domingos Simões Pereira   | Domingos Simões Pereira (né en 1964)  | 2014     | 3 juillet 2014    | 20 août 2015                      | 1 an, 1 mois et 17 jours  |                 | PAIGC           |
| 17                                                     | Baciro Djá                | Baciro Djá (né en 1973)               | —        | 20 août 2015      | 17 septembre 2015                 | 1 mois et 28 jours        |                 | PAIGC           |
| (5)                                                    | Carlos Correia            | Carlos Correia (1933-2021)            | —        | 17 septembre 2015 | 27 mai 2016                       | 8 mois et 10 jours        |                 | PAIGC           |
| (17)                                                   | Baciro Djá                | Baciro Djá (né en 1973)               | —        | 27 mai 2016       | 18 novembre 2016                  | 2 mois et 22 jours        |                 | PAIGC           |
| 18                                                     | Umaro Sissoco Embaló      | Umaro Sissoco Embaló (né en 1972)     | —        | 18 novembre 2016  | 31 janvier 2018                   | 1 an, 2 mois et 13 jours  |                 | PAIGC           |
| 19                                                     | Artur Silva               | Artur Silva (né en 1956)              | —        | 31 janvier 2018   | 16 avril 2018                     | 2 mois et 16 jours        |                 | PAIGC           |
| (14)                                                   | Aristides Gomes           | Aristides Gomes (né en 1954)          | 2019     | 16 avril 2018     | 29 octobre 2019                   | 1 an, 5 mois et 13 jours  |                 | PAIGC           |
| (9)                                                    | Faustino Imbali           | Faustino Imbali (né en 1956)          | —        | 31 octobre 2019   | 8 novembre 2019                   | 8 jours                   |                 | Indépendant     |
| (14)                                                   | Aristides Gomes           | Aristides Gomes (né en 1954)          | —        | 8 novembre 2019   | 28 février 2020                   | 3 mois et 20 jours        |                 | PAIGC           |
| 20                                                     | Nuno Gomes Nabiam         | Nuno Gomes Nabiam (né en 1966)        | —        | 29 février 2020   | 8 août 2023                       | 3 ans, 5 mois et 10 jours |                 | APU–PDGB        |
| 21                                                     | Geraldo Martins           | Geraldo Martins (né en 1967)          | 2023     | 8 août 2023       | 20 décembre 2023                  | 4 mois et 12 jours        |                 | PAIGC           |
| 22                                                     | Rui Duarte de Barros      | Rui Duarte de Barros (né en 1960)     | —        | 20 décembre 2023  | 7 août 2025                       | 1 an, 7 mois et 18 jours  |                 | PAIGC           |
| 23                                                     | Braima Camará             | Braima Camará (né en 1968)            | —        | 7 août 2025       | En cours                          | 2 jours                   |                 | Madem G15       |